# Военно-народное управление
Военно-народное управление — система организации власти, которая существовала в Российской империи в Закаспийской области, Дагестанской области, Карсской области, Закатальском округе, Черноморском округе и в Артвинском и Сухумском округах Кутаисской губернии, а также в Туркестанском генерал-губернаторстве.

## История
При этой системе все гражданское управление, губернское и уездное, было сосредоточено в руках военных чинов, а сельское население управлялось  волостными управителями и аульными старшинами, которые назначались из влиятельных местных жителей. Некоторые низшие должности уездного управления также замещались иногда местными жителями, как, например, в Закаспийской области, где помощники приставов назначались иногда из туркменских
ханов.
Сущность «военно-народной» системы высшие чины кавказской администрации видели в следующем:
1) туземное население управляется не по законам империи, а по «народным обычаям и особым постановлениям»;
2) суд над туземцами принадлежит местным «народным судам» и отправляется под надзором местной военной власти не по законам империи, «а по адату, в некоторых случаях — по шариату и по особым постановлениям»;
3) каждый административный начальник является в то же время и начальником всех войск, расположенных в его округе, отделе или области, и имеет право «высылать вредных жителей в... распоряжение начальника области и употреблять против жителей оружие в случаях, не терпящих отлагательств».
Так, «Положение об управлении Дагестанской областью» от 5 апреля 1860 устанавливало, что ряд дел разбирался комиссиями военного суда во главе с командующим войсками, который также имел право высылать из края «вредных и преступных жителей», начальники отделов и округов имели право арестовывать таких лиц и отправлять их в областной центр в распоряжение командующего войсками. Лица, виновные в умышленном убийстве, преднамеренном и с корыстной целью, подлежали административной ссылке на определенный срок в отдаленные губернии России, что должно было исключить кровную месть.
«Кратчайшую формулу такого рода управления, — писал известный кавказский публицист Р. А. Фадеев, — можно выразить таким образом — «замещение деспотического произвола туземных правителей просвещённым произволом европейских агентов, связанных духом, а не буквой закона». Организация управления по этой формуле должна быть как можно более простой и дешевой, считал Фадеев, так как, «кроме внешнего полицейского порядка и преследования разбойников, азиатские населения не хотят никакой администрации, не имеют в ней надобности», хотя сама администрация часто стремится вмешаться в их дела «для поживы». Согласно  Фадееву, «низшая администрация» должна действовать на основе местных обычаев и ясно определенных прав, но с «устранением духовного влияния». Он писал: «народное самоуправление, основанное на ясно определенных правах, с устранением духовного влияния, охраняет спокойствие края больше, чем тысячи штыков».